# 友知 (海防艦)
友知（ともしり）は、日本海軍の未成海防艦。法令上は御蔵型海防艦の19番艦。友知は、日立造船桜島造船所が手がけた最後の海防艦となった。

## 艦歴
改⑤計画の海防艦、第5251号艦型の16番艦、仮称艦名第5266号艦として計画されたが、日立造船に建造が割り当てられた本艦は、用兵側から要望のあった掃海具を装備した通称「日振型」として建造されることとなった。なお、改⑤計画により日立造船で建造された久米以下6隻はマル急計画艦とは異なり、全艦が掃海具を装備せずに九四式爆雷投射機と三型爆雷装填台を1基ずつ増備して竣工している。
1945年3月5日、日立造船株式会社桜島造船所で起工。同日付で友知と命名されて御蔵型海防艦の16番艦に定められ、本籍を呉鎮守府と仮定。
終戦時未成。工程25%で工事中止。1947年2月1日、大阪地方復員局所管の行動不能艦艇（特）に定められる。1947年10月23日、日立造船桜島造船所で解体終了。